# Kumbayau
Kumbayau is een bestuurslaag in het regentschap Sawah Lunto van de provincie West-Sumatra, Indonesië. Kumbayau telt 1522 inwoners (volkstelling 2010).